# Serra de Boixeder
La Serra de Boixeder és una serra situada al municipi de la Vansa i Fórnols (Alt Urgell), amb una elevació màxima de 1.727 metres.